# Hamid Karzai
Hamid Karzai (pashto: حامد کرزی - Ḥāmid Karzay), född 24 december 1957 i Karz nära Kandahar, provinsen Kandahar, var Afghanistans president mellan 7 december 2004 och 29 september 2014. Han blev en framträdande politisk person sedan talibanregimen under Mullah Omar avlägsnats från makten av en USA-ledd koalitionsstyrka sent år 2001. Karzai ledde en interimsregering från den 22 december 2001 och var från år 2002 interimspresident fram till det framgångsrika valet 2004.

## Bakgrund
Karzai föddes i byn Karz i Kandaharprovinsen och hör etniskt till pashtofolket där han kommer från den inflytelserika Populzai-klanen. Klanen stödde den avsatta och numera avlidna kung Zahir Shah. Karzai har sex bröder, inklusive Ahmad Wali Karzai, och en syster. Karzai är mycket kunnig i språk; förutom sitt modersmål pashto talar han även persiska, urdu, hindi, engelska och franska.
Från 1979 till 1983 läste Karzai politisk vetenskap vid Himachal Pradesh-universitetet i Shimla, Himachal Pradesh, Indien. Han återvände därefter för att arbeta med insamlingsaktioner till förmån för motståndet mot Sovjetunionen under det Afghansk-sovjetiska kriget. Efter sovjettruppernas tillbakadragande ingick Karzai som minister i Burhanuddin Rabbanis regering. Han är sedan 1999 gift med Zinat Quraishi, läkare. Paret har en son sedan 2007 med namnet Mirwais.

## Förhållandet till talibanerna
När talibanerna grep makten i Afghanistan på 1990-talet stödde Karzai rörelsen till en början, men snart bröt han med talibanerna. Sedan talibanregimen drivit bort Rabbani 1996 från makten, vägrade Karzai att tjänstgöra som talibanernas FN-ambassadör. 1997 bosatte sig Karzai i Quetta. Han arbetade för att återinsätta den landsflyktige kung Zahir Shah. Karzais far dödades i ett attentat den 14 juli 1999.,

## Politisk karriär

### Afghanistans interimspresident
Efter 11 septemberattackerna 2001 samarbetade Karzai med USA för att kullkasta talibanregimen. I december 2001 hölls en exilafghansk konferens i Bonn, Tyskland. Målet var att komma överens om riktlinjer för att styra Afghanistan efter ett maktövertagande. Enligt Bonnfördraget den 5 december skulle en övergångsadministration bildas. Karzai fick uppdraget att leda en 29 man stor kommitté. Han svors in den 22 december.
Rådsförsamlingen Loya Jirga valde den 19 juni 2002 Karzai till interimsregeringens president.

### President

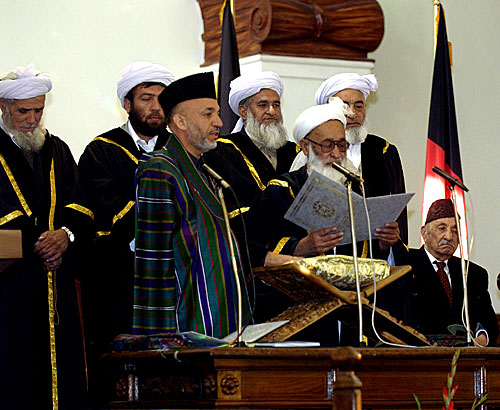
Hamid Karzai svors in som president den 7 december 2004. Den förre kung Zahir Shah återfinns längst till höger på bilden.

Karzai vann i presidentvalet den 9 oktober 2004 efter att ha segrat i 21 av 34 provinser. Han fick 55,4 procent av rösterna, motsvarade 4,3 miljoner av totalt 8,1 miljoner röster. Därmed blev han landets förste demokratiskt valde ledare. Karzais kandidatur stöddes av USA. Karzai utropades till vinnare den 3 november 2004.
Karzai svors in som president den 7 december 2004 vid en ceremoni i Kabul. Förutom landets forne kung, Zahir Shah, närvarade tre tidigare presidenter i Afghanistan vid presidentinstallationen samt USA:s vicepresident Dick Cheney.
Karzais auktoritet och popularitet utanför huvudstaden Kabul har påståtts vara begränsad. Han utsattes för ett attentat den 27 april 2008.

## Presidentvalet 2009
Den 20 augusti 2009 genomfördes presidentval i Afghanistan. Karzai utropade sig till segrare men efter att FN granskat valet och ogiltigförklarat en del av rösterna, visade det sig att han inte uppnått 50 %, som krävs för att vinna valet efter första valomgången och en andra valomgång skulle hållas. Hans främste utmanare, förre utrikesministern Abdullah Abdullah, drog dock tillbaka sin kandidatur och Karzai blev president.
Relationen mellan Hamid Karzai och USA hade blivit allt mer ansträngd och USA:s förre försvarsminister Robert Gates hävdar att Obamaadministrationen försökte manipulera 2009 års afghanska presidentval och stödja Karzais motståndare.